# Epacris robusta
Epacris robusta är en ljungväxtart som beskrevs av George Bentham. Epacris robusta ingår i släktet Epacris och familjen ljungväxter. Inga underarter finns listade i Catalogue of Life.